# Полдневой
Полдневой — посёлок в городском округе Богданович Свердловской области. Управляется Байновским сельским советом.

## Географическое положение
Посёлок Полдневой муниципального образования «Городской округ Богданович» Свердловской области расположен в истоке реки Каменка (правый приток реки Большая Калиновка, бассейн реки Пышма) в 15 километрах (по автодороге в 16 километрах) на юг от административного центра округа — города Богданович. В окрестностях посёлка к югу расположен рудник по добыче огнеупорной глины на Троицко-Байновское месторождении.

## Школа
С 1895 года в деревне организована школа грамоты.

## Население
| 2002 | 2010  | 2021 |
| ---- | ----- | ---- |
| 1182 | ↘1094 | ↘949 |

Структура
По данным переписи 2002 года национальный состав следующий: русские — 95 %. По данным переписи 2010 года в посёлке было: мужчин — 498, женщин — 596.

## Транспорт
До поселка можно добраться пригородным автобусом из Богдановича. До поселка также идет ведомственная железнодорожная линия. Пассажирского сообщения на ней нет (видимо, никогда его и не было). Линия принадлежит АО «Огнеупоры», по данной линии тепловозом транспортируется глина для предприятия

## Инфраструктура
Посёлок разделен на пять улиц (Вокзальная, Ленина, Первомайская, Свердлова, Сергея Бородина) и одно садовое некоммерческое товарищество («Ветеран»), есть детский сад (МКДОУ «Детский сад №7») и почтовое отделение.